# Епос за Атрахасис
Епосът за Атрахасис (на акадски: 𒀜𒊏𒄩𒋀) е месопотамски митологичен епос.
Той е известен в множество варианти на различни езици, като най-ранните известни фрагменти са от XVIII век пр. Хр., а най-старото запазено пълно копие е от времето на вавилонския владетел Ами-садука във втората половина на XVII век пр. Хр. Главна фигура на епоса е жрецът Атрахасис, а сюжетът описва създаването на света от боговете, заселването му от хората и опита на боговете да ги унищожат чрез Всемирния потоп.